# Francisco Solano y Ortiz de Rosas
Francisco José Maria Solano y Ortiz de Rosas, marqués del Socorro y de La Solana, né le 10 décembre 1768 dans le quartier Mariana Santiago de León à Caracas (Venezuela) et assassiné le 29 mai 1808, est un militaire espagnol du XVIIIe et XIXe siècles.
Il est le fils de l'amiral Solano.

### Sources et bibliographie
- (es) Angel Mozo Polo, El general Francisco María Solano Ortiz de Rozas (1769-1808) : un crimen atroz e impune, Ateneo : revista cultural del Ateneo de Cádiz, ISSN 1579-6868, no 4, 2004, pp. 84-91
- (es) Ángel Ossorio, Historia del pensamiento político catalán 1793-1795, Ediciones Grijalbo, México, 1977